# ライアン・ステファン
ライアン・ステファン（Ryan Stephan、1994年4月22日 - ）は、アメリカ合衆国のプロバスケットボール選手である。コロラド州レイクウッド出身。ポジションはセンター。メキシコのリーガ・ナシオナル・バロンセスト・プロフェッショナル・ソレス・デ・メヒカリに所属している。

## 来歴
コロラド州レイクウッド出身で、グリーン・マウンテン・ハイ・スクールから2012年にコロラド・メサ大学に進学。2015-16シーズン、ロッキー・マウンテン・アスレティック・カンファレンス（RMAC）のプレーヤー・オブ・ザ・イヤー、NCAAディビジョンIIカンファレンスコミッショナー協会(D2CCA)のプレーヤー・オブ・ザ・イヤーを受賞
2016年7月、B.LEAGUE（B2）の東京エクセレンスに入団し、プロキャリアをスタートさせた。2016-17シーズンは56試合出場で1試合平均17.9得点、10.8リバウンドでシーズンダブル・ダブルを達成。
2017-18シーズンはB2の群馬クレインサンダーズに移籍し、51試合に出場。
2018-19シーズンはB3の東京EXに復帰。58試合出場で23.7得点、13.1リバウンドでB3得点王、ベストファイブを受賞した。このシーズン、東京EXはB3で優勝し、B2昇格が決定した。
2019-20シーズンも東京EXに所属し、41試合出場で21.1得点、13.6リバウンド。
2020-21シーズンは6月にB2の愛媛オレンジバイキングスと契約合意して入団した。38試合出場で平均15.4得点、10.3リバウンド。
2021-22シーズンはB3のベルテックス静岡でプレー。
2022-23シーズンは横浜エクセレンスに移籍。
2023年7月20日、ソレス・デ・メヒカリへの移籍が発表された。

## スタッツ
| シーズン      | 所属 チーム | GP | GS | MPG  | FG(%) | 3P(%) | FT(%) | RPG  | APG | SPG | BPG | PPG  |
| ------------- | ----------- | -- | -- | ---- | ----- | ----- | ----- | ---- | --- | --- | --- | ---- |
| 2016-17（B2） | 東京EX      | 56 | 38 | 26.6 | .483  | .300  | .708  | 10.8 | 1.4 | .8  | .9  | 17.9 |
| 2017-18（B2） | 群馬        | 51 | 36 | 24.2 | .515  | .381  | .722  | 8.7  | 1.7 | .6  | .5  | 16.9 |
| 2018-19（B3） | 東京EX      | 58 | 58 | 32.1 | .587  | .286  | .774  | 13.1 | 3.1 | 1.2 | 0.7 | 23.7 |
| 2019-20（B2） | 東京EX      |    |    |      |       |       |       |      |     |     |     |      |
| 2020-21（B2） | 愛媛        | 38 |    |      |       |       |       | 10.3 |     |     |     | 15.4 |
| 2021-22（B3） | 静岡        |    |    |      |       |       |       |      |     |     |     |      |